# تری تیف
تری تیف (انگلیسی: Terry Tiffee؛ زادهٔ ۲۱ آوریل ۱۹۷۹) بازیکن بیس‌بال اهل ایالات متحده آمریکا است.
وی در مسابقات کشوری و بین‌المللی در مجموع برندهٔ ۱ مدال طلا، ۱ مدال برنز شده‌است.